# Neustädtlein (Fichtenau)
Neustädtlein ist ein Wohnplatz in der Gemarkung des Ortsteils Lautenbach der Gemeinde Fichtenau im Landkreis Schwäbisch Hall in Baden-Württemberg.

## Geographie
Der Weiler steht auf Höhen wenig um 497 m ü. NHN an der Nordseite der dort auf einem flachen Höhenrücken zwischen den Einzugsgebieten der Zwergwörnitz im Norden und der Rotach im Süden laufenden L 2218 Crailsheim–Dinkelsbühl, weniger als einen Kilometer östlich der Ausfahrt Dinkelsbühl/Fichtenau an der A 7 und gerade noch auf der baden-württembergischen Seite der Landesgrenze zum unmittelbar benachbarten Bayern. Der Ort hat knapp 50 Hausnummern, das zur bayerischen Landesgrenze nächste Wohnhaus ist lediglich etwa 20 Meter von ihr entfernt. In der zweiten Hälfte des 20. Jahrhunderts haben sich westlich des Siedlungsbereich an der Autobahnausfahrt einige Gewerbebetriebe angesiedelt. Der Weiler wird von Ortsunkundigen oft verwechselt mit dem gleichnamigen, etwa 12 Kilometer entfernten Neustädtlein, einem Gemeindeteil von Dinkelsbühl im Landkreis Ansbach in Bayern.
Naturräumlich gehört der etwas östlich der Europäischen Hauptwasserscheide zwischen den Einzugsgebieten der letztlich zum Rhein entwässernden Jagst im Westen und dem Donau-Zufluss Wörnitz diesseits liegende Weiler zum Unterraum Dinkelsbühler und Feuchtwanger Hügelland des Mittelfränkischen Beckens; auf der anderen Seite der Autobahn grenzt ein Waldgebiet an, das der nördlichste Ausläufer der Ellwanger Berge im Nachbar-Naturraum Schwäbisch-Fränkische Waldberge ist. Im Untergrund liegt Kieselsandstein (Hassberge-Formation).

## Geschichte
Im Jahre 1386 wurde Neustädtlein erstmals urkundlich als Niwenstat erwähnt. Dabei dürfte es sich um eine späte Rodungssiedlung (neue Stätte) handeln. Im Jahre 1550 wurde der Ort als Neuenstattlich (neue Stätte, mit Rötlein, späte Rodungssiedlung) erwähnt. Der Ort war zunächst im Besitz von Dinkelsbühler Bürgern und wurde im Jahre 1386 an den Deutschen Orden verkauft. Seit dem 16. Jahrhundert war Neustädtlein ein Teil des Rittergutes Wildenstein, womit es dem schwäbischen Ritterkanton Kocher einverleibt wurde. Aus diesem Grund konnte Ansbach, das von 1699 bis 1701 Neustädtlein erwarb, nur die hohe Gerichtsbarkeit und die niedere außerhalb Etters an sich bringen. Im Jahre 1693 errichtete Ansbach am Ort eine Zollstätte. 1806 fiel Neustädtlein an Bayern und durch den Grenzvertrag zwischen Bayern und Württemberg 1810 an Württemberg.

## Religion
Kirchlich gehörte Neustädtlein bis 1591 zur Pfarrei Weidelbach (Landkreis Ansbach), seither zur Pfarrei Wildenstein.